# Capitoli di Seraph of the End

Copertina del primo volume dell'edizione italiana del manga, raffigurante il protagonista Yūichirō Hyakuya

Questa è la lista dei capitoli di Seraph of the End, manga scritto da Takaya Kagami e disegnato da Yamato Yamamoto, che ha iniziato la serializzazione sul Jump Square di Shūeisha il 3 settembre 2012. Il primo volume tankōbon è stato pubblicato il 4 gennaio 2013 e al 4 aprile 2025 ne sono stati messi in vendita in tutto trentaquattro, più un volume spin-off numerato 8.5.
In Italia l'opera è edita da Panini Comics sotto l'etichetta Planet Manga dal 5 novembre 2015.

## Seraph of the End

### Volumi 1-10
| 1   | 4 gennaio 2013 | ISBN 978-4-08-870705-1                                                          | 5 novembre 2015  |
| 1   | Capitoli - 1. Il mondo della stirpe di sangue (血脈のセカイ?, Kechimyaku no sekai) - 2. L'umanità dopo la catastrofe (破滅後のニンゲン?, Hametsu-go no ningen) - 3. Il demone che alberga nel cuore (心に棲むオニ?, Kokoro ni sumu oni) |                                                                                 |                  |
| 1   | Trama Yuichiro "Yu" Hyakuya e Mikaela "Mika" Hyakuya sono i membri più anziani dell'orfanotrofio Hyakuya, tenuti con altri bambini come bestiame nella città vampiresca di Sanguinem, dopo che un virus ha ucciso la maggior parte della popolazione umana adulta. Mika dopo essere entrato nelle grazie di Ferid Bathory, il settimo capostipite tra i ranghi dell’aristocrazia vampiresca, ruba una mappa e una pistola per portare gli altri fuori da Sanguinem. Il nobile vampiro Ferid Bathory tuttavia interviene e massacra gli orfani per divertimento. Yu sopravvive sparando a Ferid in testa, e fugge all’esterno della struttura dove verrà portato via da Guren Ichinose, il leader della Compagnia Demoniaca della Luna incaricata di combattere contro i vampiri. Quattro anni dopo, a causa del suo comportamento individualista, Yu viene sospeso dalla compagnia fino a quando non si farà dei nuovi amici, il tutto sotto la sorveglianza di Shinoa Hiragi, il sergente di Guren. Quando un vampiro si infiltra nella loro scuola, Yu e l'adolescente Yoichi Saotome collaborano insieme per fermarlo. Guren alla fine uccide il vampiro e lascia che Yu e Yoichi si uniscano alla Compagnia Demoniaca della Luna. Yu apprende poi da Shinoa che un'Arma Demoniaca deve essere usata per uccidere un vampiro, poiché le altre armi non hanno effetto. Yu riesce anche a salvare un compagno di scuola che era stato posseduto dal demone di un'arma. Altrove, all'insaputa di Yu, Mika viene mostrato vivo e collabora con i vampiri. |                                                                                 |                  |
| 2   | 2 maggio 2013 | ISBN 978-4-08-870673-3                                                          | 14 gennaio 2016  |
| 2   | Capitoli - 4. I due peggiori (不倶戴天の敵?, Fugutaiten no teki) - 5. Mikaela il vampiro (ミカエラ吸血鬼?, Mikaera kyūketsuki) - 6. Un demonio nero come la pece (漆黒のアシュラ?, Shikkoku no Ashura) - 7. Una nuova famiglia (新しいカゾク?, Atarashii kazoku) |                                                                                 |                  |
| 2   | Trama Sulla strada per la sua prima lezione nella Compagnia Demoniaca della Luna, Yu incontra il suo compagno di classe Shiho Kimizuki, con il quale finisce per combattere. Quando l'intera classe è divisa in coppie per un allenamento, che consiste nel distruggere delle shikigami, Shinoa decide di far lavorare Yu insieme a Kimizuki. Tuttavia, Kimizuki viene avvisato che sua sorella malata ha avuto un’altra crisi ed è in pessime condizioni, quindi Yu convince Kimizuki a farle visita. La storia poi torna indietro di quattro anni per mostrare Krul Tepes, la regina dei vampiri, costringere Mika in fin di vita a causa di Ferid, a bere il suo sangue per diventare un vampiro. Nel presente, Yu, Kimizuki e Yoichi iniziano una cerimonia per ottenere le loro Armi Demoniache. Yu e Kimizuki ci riescono facilmente. Yoichi viene però posseduto dal demone della sua arma, e Kimizuki e Yu devono trovare un modo per riportarlo in sé senza ucciderlo. Dopo che Yoichi riacquista il controllo del suo corpo, Guren li informa che stanno per essere inviati a Shinjuku per affrontare i vampiri. |                                                                                 |                  |
| 3   | 4 settembre 2013 | ISBN 978-4-08-870814-0                                                          | 10 marzo 2016    |
| 3   | Capitoli - 8. Il team di Mitsuba (三葉のチーム?, Mitsuba no chīmu) - 9. Inizia lo sterminio (殲滅のハジマリ?, Senmetsu no hajimari) - 10. Vampiri all'assalto (襲撃のヴァンパイヤ?, Shūgeki no vanpaiya) - 11. Il patto con la regina (女王とのケイヤク?, Joō to no keiyaku) |                                                                                 |                  |
| 3   | Trama Yu e i suoi amici vengono presentati a un nuovo membro della squadra, Mitsuba Sangu, e vengono poi inviati per la loro prima missione come parte della Compagnia Demoniaca della Luna. Quando vedono una bambina in difficoltà, Yu ignora gli ordini di mantenere la formazione e si precipita a salvarla, nonostante sia stato avvertito che si tratta di una trappola degli stessi vampiri. Successivamente, si dirigono verso Shinjuku e lì incontrano i nobili vampiri Crowley Eusford, Chess Belle e Horn Skuld, e si ritrovano in una situazione assai complessa. Tuttavia, i vampiri partono per il fronte richiesti da Ferid Bathory e la squadra di Shinoa sopravvive. Nel frattempo, la squadra di Guren incontra Mika e Ferid, e si prepara a combattere proprio come la squadra di Shinoa che ha l'ordine di andare ad aiutare i loro compagni. |                                                                                 |                  |
| 4   | 4 gennaio 2014 | ISBN 978-4-08-870897-3                                                          | 12 maggio 2016   |
| 4   | Capitoli - 12. Una medicina sicura (安全なクスリ?, Anzen na kusuri) - 13. Ritrovare l'amico d'infanzia (幼馴染のサイカイ?, Osananajimi no saikai) - 14. Siamo tutti peccatori (みんなツミビト?, Min'na tsumibito) - 15. Una relazione complicata (工作するカンケイ?, Kōsakusuru kankei) |                                                                                 |                  |
| 4   | Trama Mentre si recano ad aiutare Guren, Shinoa dà delle pillole ai suoi compagni di squadra per aumentare la loro forza per combattere con i nobili vampiri. La squadra di Guren ha difficoltà a combattere contro Mika e Ferid. Yu arriva e salva Guren pugnalando Mika, ma poi riconosce il suo amico d'infanzia e non riesce ad ucciderlo. Mika incoraggia Yu a fuggire al suo fianco, ma Yu è scioccato nel vedere i vampiri consumare il sangue dai loro alleati. La parte non umana di Yu si risveglia ed entra in una forma mutante demoniaca, attaccando Crowley. Shinoa cerca di calmarlo, e i vampiri fuggono mentre arrivano rinforzi dalla Compagnia Demoniaca della Luna. Una settimana dopo, Shinoa apprende da Guren che Yu era stato sottoposto ad esperimenti, risultando nella sua forma demoniaca, ed anche anni fa in passato molti umani sono stati sacrificati per perfezionare le armi demoniache realizzate dalla sorella di Shino, Mahiru Hiiragi. Gli esseri umani non avrebbero potuto sopravvivere in questo mondo senza le armi demoniache. Yu si sveglia ed esprime gratitudine ai suoi amici, e giura di salvare Mika - altrove, Mika giura di fare lo stesso. |                                                                                 |                  |
| 5   | 2 maggio 2014 | ISBN 978-4-08-880063-9                                                          | 14 luglio 2016   |
| 5   | Capitoli - 16. Il mondo degli umani (人間のセカイ?, Ningen no sekai) - 17. La cavia maledetta (呪うモルモット?, Norou morumotto) - 18. La possessione di Mahiru (憑依するマヒル?, Hyōisuru Mahiru) - 19. La causa della furia (暴走のリュウ?, Bōsō no ryū) |                                                                                 |                  |
| 5   | Trama Yu viene chiamato per recarsi ad un interrogatorio con Kureto Hiiragi, il tenente generale dell'Esercito Demoniaco Imperiale del Giappone, e Shinya Hiiragi. Dopo aver testato Yu in battaglia, Kureto fa torturare i suoi compagni Yoichi e Kimizuki al fine di testare la vera natura di Yu e scoprirne il passato e le intenzioni. Scopre quindi che i bambini dell'orfanotrofio Hyakuya sono stati cavie di esperimenti magici, da parte del culto Hyakuya che in passato era un'organizzazione religiosa più perfida persino dell'Esercito Imperiale Demoniaco, ed esercitava il potere più grande del Giappone. Successivamente, Yu suggerisce a Guren che se lui stesso “appartiene" a Guren, e quest'ultimo vuole usarlo in quanto esperimento dell'orfanotrofio, anche Mika essendo uno Hyakuya gli sarebbe utile. Guren accetta e permette a Shinoa e Mitsuba di addestrare Yu e Kimizuki per controllare le loro armi demoniache. In questo scontro Guren chiedi alla sua arma, Mahiru (proprio il nome della sorella di Shinoa) di possederlo. Guren era innamorato di lei e desiderava stare con lei, nonostante i loro destini non avrebbero mai potuto unirsi. Yu chiede alla sua arma, Asuramaru, di consumare un po' del suo sangue per entrare in contatto con il demone al suo interno. |                                                                                 |                  |
| 6   | 4 settembre 2014 | ISBN 978-4-08-880180-3                                                          | 8 settembre 2016 |
| 6   | Capitoli - 20. L'incubo del diavolo (悪魔のアクム?, Akuma no akumu) - 21. La scatola di Kisekiou (鬼箱王のハコ?, Kiseki-ō no bako) - 22. L'inviolabile Krul (禁忌のクルル?, Kinki no Kururu) - 23. Le ambizioni dell'Esercito Demoniaco Imperiale (帝鬼軍のヤボウ?, Tei Oni-gun no yabō) |                                                                                 |                  |
| 6   | Trama Asuramaru cerca di tormentare Yu con delle illusioni riguardo ai bambini dell’orfanotrofio Hyakuya e al suo padre violento, che voleva ucciderlo poiché lo considerava un demone, ma non riesce a colpirlo e sottometterlo. Yu riesce quindi a fare un patto con Asuramaru creando un legame col demone, permettendogli di ottenere nuovi poteri e una forza schiacciante. Dopo che Yu si riprende, anche Kimizuki cerca di mettersi in contatto con il suo demone, Kiseki O, che prova a tentarlo suggerendogli di liberarsi uccidendo sua sorella minore. Tuttavia, Kimizuki è motivato dalle azioni di Yu e diventa anche lui più forte stringendo un patto col suo demone. Nel frattempo, Mika inizia a star male per via della sete di sangue, ma non vuole assolutamente bere il sangue di un essere umano in quanto lo trasformerebbe in un vampiro completo. Invece, beve il sangue di Krul Tepes che afferma di aver ucciso tutti gli orfani di Hyakuya durante una discussione con Lest Karr. In separata sede confessa a Mikaela, che il giorno dello sterminio dell’orfanotrofio Hyakuya uccise tutti i bambini lasciando in vita Mikaela e Yu, poiché per un suo piano ha bisogno di mettere le mani sul “Seraph of The End”, la ricerca proibita. Piano che rivela all’orecchio di Mikaela lasciandoci in sospeso. Più tardi, Kureto incontra Guren, ed è dubbioso su come abbia fatto quest’ultimo a mettere assieme tre soldati che siano riusciti a stringere un patto con la serie dei demoni neri. Infatti solitamente coloro che ci riescono sono esseri umani che in passato sono stati oggetto di esperimenti. Tuttavia i dati dettagliati sul passato dei tre sono stati cancellati dall’ufficio informazioni dell’esercito. Nonostante le mezze risposte di Guren, Kureto lascia passare perché l’umanità ha bisogno di una forza del genere, ed ordina al tenente colonnello di prendere Yu, Yoichi e Kimizuki insieme a un centinaio di soldati, e dirigersi a Nagoya per affrontare i nobili vampiri. |                                                                                 |                  |
| 7   | 5 gennaio 2015 | ISBN 978-4-08-880283-1                                                          | 3 novembre 2016  |
| 7   | Capitoli - 24. L'ordine dei Demoni della Luna (月鬼のゴウレイ?, Tsuki oni no gōrei) - 25. Narumi e il ventenne (鳴海とハタチ?, Narumi to hatachi) - 26. La ragione è più forte della sete di sangue (血乏するリセイ?, Chitomosuru risei) - 27. Il nobile Lucal (貴族のルカル?, Kizoku no Rukaru) |                                                                                 |                  |
| 7   | Trama Per partecipare alla missione di sterminio dei vampiri nobili, la squadra di Shinoa si reca nell'area di servizio di Ebina per unirsi ad altre squadre. Arrivano però in ritardo a causa del combattimento contro alcuni demoni lungo la loro strada, e Guren decide quindi di punirli. Yu cerca di prendersi la responsabilità dell'accaduto, ma Norito Goshi della squadra di Guren, utilizzando una tecnica illusoria, crea una vasta illusione in cui Yu viene torturato. A questo punto accorre il resto della squadra per aiutarlo e Shinoa si assuma la vera responsabilità dell'accaduto. Guren e i suoi compagni Mito Jujo e Shinya Hiragi iniziano a combattere contro la squadra di Shinoa per testare il loro lavoro di squadra; nonostante il vantaggio numerico, la squadra di Shinoa viene facilmente sconfitta. La squadra di Shinoa è in seguito posta sotto il comando della squadra di Makoto Narumi con l'obiettivo di uccidere il nobile vampiro Lucas Wesker. Come prima mossa, Yoichi e Shinya attaccano Wesker da lunga distanza essendo entrambi dei cecchini, ma non riescono ad ucciderlo. Yu a questo punto si avvicina per attaccare il vampiro frontalmente con il resto della squadra che gli fa da retroguardia. |                                                                                 |                  |
| 8   | 3 aprile 2015 (ed. regolare & speciale) | ISBN 978-4-08-880339-5 (ed. regolare) ISBN 978-4-08-908241-6 (ed. con drama-CD) | 12 gennaio 2017  |
| 8   | Capitoli - 28. Il bestiame in rivolta (反逆するカチク?, Hangyakusuru kachiku) - 29. Chi si nasconde dietro le quinte (黒幕はダレダ?, Kuromaku wa dare da) - 30. La spada della giustizia (正義のツルギ?, Seigi no tsurugi) - 31. Shinya e Guren (深夜とグレン?, Shin'ya to Guren) |                                                                                 |                  |
| 8.5 | 4 giugno 2015 | ISBN 978-4-08-880527-6                                                          | —                |
| 9   | 4 settembre 2015 | ISBN 978-4-08-880472-9                                                          | 2 marzo 2017     |
| 9   | Capitoli - 32. La potenza incontrastata di Crowley (君臨するクローリー?, Kunrinsuru Kurōrī) - 33. La ninna nanna del demone (鬼のコモリウタ?, Oni no komoriuta) - 34. La forza di Ashuramaru, il demone infuriato (阿朱羅丸のチカラ?, Ashūramaru no chikara) - Extra. Yu e Guren (優とグレン?, Yū to Guren) |                                                                                 |                  |
| 10  | 4 dicembre 2015 | ISBN 978-4-08-880503-0                                                          | 4 maggio 2017    |
| 10  | Capitoli - 35. Traditori (裏切りのミカタ?, Uragiri no mikata) - 36. Yu e Mika (優とミカ?, Yū to Mika) - 37. Famiglia e mostri (家族とバケモノ?, Kazoku to bakemono) - 38. Il risveglio dei namanari (目覚めるナマナリ?, Mezameru namanari) |                                                                                 |                  |

### Volumi 11-20
| 11 | 2 maggio 2016 | ISBN 978-4-08-880677-8 | 6 luglio 2017     |
| 11 | Capitoli - 39. Il piano ha inizio (計画のハジマリ?, Keikaku no hajimari) - 40. Le trombe dell'Apocalisse (滅びのラッパ?, Horobi no rappa) - 41. Amore prepotente (傲慢なアイ?, Gōman'na ai) - 42. La fine di Sanguinem (終焉のサングィネム?, Shuuen no Sanguinemu) - 43. Il villaggio del nuovo inizio (始まりのマチ?, Hajimari no machi)                                                      |                        |                   |
| 12 | 2 settembre 2016 | ISBN 978-4-08-880781-2 | 14 settembre 2017 |
| 12 | Capitoli - 44. Un giro sulle sponde della morte (死海ドライブ?, Shikai doraibu) - 45. Nostalgia di un volto (三宮家のシマイ?, Sangū-ke no shimai) - 46. Il ritorno dell'eroe (英雄のキカン?, Eiyū no kikan) - 47. Il prezzo di una preghiera (祈りのダイショウ?, Inori no daishō) |                        |                   |
| 13 | 31 dicembre 2016 | ISBN 978-4-08-880892-5 | 9 novembre 2017   |
| 13 | Capitoli - 48. Il piano degli angeli (天使のシクミ?, Tenshi no shikumi) - 49. Ricordi del progenitore (始祖のオモイデ Shiso no omoide?) - 50. Fratelli di sangue (血のキョウダイ Chi no kyōdai?) - 51. La crocifissione degli immortali (不死者ハリツケ?, Fushi-sha haritsuke) |                        |                   |
| 14 | 2 maggio 2017 | ISBN 978-4-08-881079-9 | 11 gennaio 2018   |
| 14 | Capitoli - 52. Un palazzo sospetto (怪しいヤカタ?, Ayashī yakata) - 53. Il segreto del soldato santo (聖騎士のヒミツ?, Hijiri kishi no himitsu) - 54. Il Natale del peccatore (罪人のクリスマス?, Tsumibito no Kurisumasu) - 55. Bare familiari (執着のカンヶ?, Shūchaku no kanke) |                        |                   |
| 15 | 2 novembre 2017 | ISBN 978-4-08-881150-5 | 29 marzo 2018     |
| 15 | Capitoli - 56. Il vampiro chiacchierone (お喋りヴァンパイア?, Oshaberi Vuanpaia) - 57. Cos'è un re? (王とはナ二力?, Ō to wa na ni chikara) - 58. Una ragione per vivere (生存リユウ?, Seizon riyū) - 59. Chi è il padrone? (飼い主はダレカ?, Kainushi wa dareka) |                        |                   |
| 16 | 4 aprile 2018 | ISBN 978-4-08-881406-3 | 16 agosto 2018    |
| 16 | Capitoli - 60. L'accerchiamento di Ky Luc (キ・ルク包囲戦?, Ki Ruku hōi-sen) - 61. Una sfida noiosa (退屈なクラベ?, Taikutsuna kurabe) - 62. Trauma ignoto (知らないトラウマ?, Shiranai torauma) - 63. Prova di umanità (人間のアカシ?, Ningen no akashi) - Extra. Le truppe regolari di Ikebukuro (池袋のテイキグン?, Ikebukuro no teikigun)                                                  |                        |                   |
| 17 | 4 ottobre 2018 | ISBN 978-4-08-881594-7 | 21 marzo 2019     |
| 17 | Capitoli - 64. Il nome degli angeli (天使のナマエ?, Tenshi no namae) - 65. Non siamo umani (人間デハナイ?, Ningen de hanai) - 66. La chiusura di Shinoa (閉鎖のシノア?, Heisa no Shinoa) - 67. La porta dell'adolescenza (思春期のトビラ?, Shishunki no tobira) - 68. Redentori (救世主タチ?, Kyūseishu tachi) - 69. Il giorno in cui sparisce il sole (太陽をウシナウ日?, Taiyō o ushinau-bi) |                        |                   |
| 18 | 4 marzo 2019 | ISBN 978-4-08-881768-2 | 14 novembre 2019  |
| 18 | Capitoli - 70. La lealtà della scorta (従者のタイギ?, Jūsha no taigi) - 71. Tre Demoni Neri (黒鬼のサンニン?, Kuroki no sannin) - 72. Hiiragi in gabbia (檻の中のヒイラギ?, Ori no naka no Hīragi) - 73. Dentro la spada di Yu (優の刀のナカ?, Yū no katana no naka) - 74. Il risveglio dell'amore (恋がメザメル?, Koi ga mezameru)                                                            |                        |                   |
| 19 | 4 settembre 2019 | ISBN 978-4-08-882061-3 | 26 marzo 2020     |
| 19 | Capitoli - 75. La distanza segreta (秘密のキョリ?, Himitsu no kiyori) - 76. Generazione di immortali (不死者のセダイ?, Fushisha no sedai) - 77. La salvezza del demone (悪魔キュウサイ?, Akuma kyuusai) - 78. Tenebre in Grecia (暗黒のギリシャ?, Ankoku no Girisha) - 79. Inferno eterno (永遠にジゴク?, Eien ni jigoku)                                                                      |                        |                   |
| 20 | 4 febbraio 2020 | ISBN 978-4-08-882210-5 | 17 settembre 2020 |
| 20 | Capitoli - 80. Tuoni e fulmini su Shibuya (雷降るシブヤ?, Kaminari furu Shibuya) - 81. Le ali cadute dal cielo (堕天したツバサ?, Daten shita tsubasa) - 82. Mahirunoyo (真昼ノ夜?, Mahiru-no-Yoru) - 83. Due demoni (鬼ニヒキ?, Oni nihiki) - 84. La natività della principessa (降誕するヒメギミ?, Kōtan suru himegimi)                                                                       |                        |                   |

### Volumi 21-30
| 21 | 4 giugno 2020 | ISBN 978-4-08-882321-8 | 14 gennaio 2021   | —                      |
| 21 | Capitoli - 85. Cavie a raduno (モルモットの再統一?, Morumotto no sai tōitsu) - 86. Ordine di fuga da un amico (味方からニゲロ?, Mikata kara nigero) - 87. Una famiglia che si divora a vicenda (共喰いカゾク?, Kyōkui kazoku) - 88. Ashura Tepes (阿朱羅ツェペシ?, Ashura Tsepesu) - 89. La fine del vampiro (吸血鬼のオワリ?, Kyūketsuki no owari) |                        |                   |                        |
| 22 | 2 ottobre 2020 | ISBN 978-4-08-882440-6 | 27 maggio 2021    | —                      |
| 22 | Capitoli - 90. La ragione è Mikaela (理由はミカエラ?, Riyū wa Mikaera) - 91. Il principe orfano (孤児プリンス?, Minashigo Purinsu) - 92. Il copione del Demone Nero (黒鬼のシナリオ?, Kuro oni no Shinario) - 93. Il desiderio nel desiderio (欲の中のヨク?, Yoku no naka no yoku) - 94. Un buco nel sole (太陽のアナ?, Taiyō no ana)               |                        |                   |                        |
| 23 | 4 febbraio 2021 | ISBN 978-4-08-882556-4 | 9 settembre 2021  | —                      |
| 23 | Capitoli - 95. Storia di un demone (鬼のモノガタリ?, Oni no monogatari) - 96. La regina Krul (女王クルル?, Joō Kururu) - 97. Sorella maggiore e minore (姉とイモウト?, Ane to imōto) - 98. La stanza del re (王のヘヤ?, Ō no heya) |                        |                   |                        |
| 24 | 4 giugno 2021 | ISBN 978-4-08-882678-3 | 3 febbraio 2022   | —                      |
| 24 | Capitoli - 99. L'amore degli umani (人間のコイゴコロ?, Ningen no koigokoro) - 100. È apparso un demone (鬼がデタ?, Oni ga deta) - 101. Il mio desiderio (僕のヨクボウ?, Boku no yokubou) - 102. Mi sta chiamando (あいつが、ヨンデル?, Aitsu ga, yonderu)                                                                                           |                        |                   |                        |
| 25 | 4 ottobre 2021 | ISBN 978-4-08-882812-1 | 19 maggio 2022    | —                      |
| 25 | Capitoli - 103. Il cielo li guarda (空は二人をミテイル?, Sora wa futari o miteiru) - 104. Fare lo stesso sogno (同じ夢をミル?, Onaji yume o miru) - 105. Saito e Urd (斉藤とウルド?, Saitō to Urudo) - 106. Io sono tuo (僕はキミノ?, Boku wa kimi no)                                                                                              |                        |                   |                        |
| 26 | 4 febbraio 2022 | ISBN 978-4-08-883025-4 | 14 luglio 2022    | —                      |
| 26 | Capitoli - 107. Il piano dell'angelo (天使のケイカク?, Tenshi no keikaku) - 108. La spada di Yu (優のツルギ?, Yū no tsurugi) - 109. Pedine a briglia sciolta (走るコマ?, Hashiru koma) - 110. Portare alla luce il passato (過去を白日にサラセ?, Kako o hakujitsu ni sarase)                                                                        |                        |                   |                        |
| 27 | 3 giugno 2022 | ISBN 978-4-08-883131-2 | 10 novembre 2022  | —                      |
| 27 | Capitoli - 111. Yu e Guren (優とグレン?, Yū to Guren) - 112. La definizione di famiglia (家族のテイギ?, Kazoku no teigi) - 113. Il segreto di ognuno (みんなのヒミツ?, Min'na no himitsu) - 114. L'obiettivo di tutti (全員のゴール?, Zen'in no Gōru)                                                                                               |                        |                   |                        |
| 28 | 4 ottobre 2022 | ISBN 978-4-08-883267-8 | 16 marzo 2023     | ISBN 978-88-287-4488-7 |
| 28 | Capitoli - 115. Scelta e decisione (選択とケツダン?, Sentaku to ketsudan) - 116. Fratello e sorella (兄とイモウト?, Ani to imōto) - 117. Il demonio e il mostro (鬼とバケモノ?, Oni to bakemono) - 118. Ti sento (声がキコエル?, Koe ga kikoeru) |                        |                   |                        |
| 29 | 3 febbraio 2023 | ISBN 978-4-08-883379-8 | 14 settembre 2023 | ISBN 978-88-287-5615-6 |
| 29 | Capitoli - 119. Il nostro obiettivo (僕らのゴール?, Bokura no Gōru) - 120. Il prezzo della fame (食欲のダイショウ?, Shokuyoku no daishō) - 121. L'ultima alba (最後のヒノデ?, Saigo no hinode) - 122. Calorie per viaggiare (旅するカロリー?, Tabi suru Karorī)                                                                                     |                        |                   |                        |
| 30 | 4 luglio 2023 | ISBN 978-4-08-883623-2 | 29 febbraio 2024  | ISBN 978-88-287-7624-6 |
| 30 | Capitoli - 123. Una corsa nell'antichità (太古でカケッコ?, Taiko de kakekko) - 124. L'ascensore per il Paradiso (楽園エレベーター?, Rakuen Erebētā) - 125. Papà e il gelato (父とソフトクリーム?, Chichi to Sofuto Kurīmu) - 126. Inferno e Paradiso (地獄とラクエン?, Jigoku to rakuen)                                                            |                        |                   |                        |

### Volumi 31-in corso
| 31 | 2 novembre 2023 | ISBN 978-4-08-883694-2 | 8 agosto 2024    | ISBN 978-88-287-9440-0 |
| 31 | Capitoli - 127. Lealtà o amore? (忠誠かアイか?, Chūsei ka ai ka) - 128. Le ali di Icaro (イカロスの翼?, Ikarosu no tsubasa) - 129. Il primo vampiro (初めのヴァンパイア?, Hajime no Vanpaia) - 130. La luce rimasta (残ったヒカリ?, Nokotta hikari) |                        |                  |                        |
| 32 | 4 aprile 2024 | ISBN 978-4-08-883889-2 | 12 dicembre 2024 | ISBN 979-12-21903-83-6 |
| 32 | Capitoli - 131. Indulgenza plenaria (全員メンザイ?, Zen'in menzai) - 132. La strategia di irruzione tra i capostipiti (始祖トッパセン?, Shiso toppasen) - 133. Una fanciulla innamorata (恋するオトメ?, Koisuru otome) - 134. Il rondò della trasmigrazione delle anime (輪廻ロンド?, Rin'ne Rondo) - 135. Il fronte della fine (終わりのサイゼンセン?, Owari no saizensen) |                        |                  |                        |
| 33 | 4 ottobre 2024 | ISBN 978-4-08-884217-2 | 17 aprile 2025   | ISBN 979-12-21915-13-6 |
| 33 | Capitoli - 136. Dio vive in quei due (神宿りのフタり?, Kamiyadori no futari) - 137. Il tempo della regina (女王のジカン?, Joō no jikan) - 138. Assolutamente a ogni costo (絶対のゼッタイ?, Zettai no zettai) - 139. Due mostri (二人のバケモノ?, Futari no bakemono) - 140. Il mondo a cui punto (俺が目指すセカイ?, Ore ga mezasu sekai)                                  |                        |                  |                        |
| 34 | 4 aprile 2025 | ISBN 978-4-08-884532-6 | ottobre 2025     | —                      |
| 34 | Capitoli - 141. (死なないリユウ?, Shinanai riyuu) - 142. (意味がアルカ??, Imi ga aruka?) - 143. (彼のユメ?, Kare no yume) - 144. (25歳 のハル?, 25-sai no haru) - 145. (哲学するテツガクシャ?, Tetsugaku suru tetsugakusha) |                        |                  |                        |

### Capitoli non ancora in formatotankōbon
Questa lista è suscettibile di variazioni e potrebbe essere incompleta o non aggiornata.

- 146.  (約束したフタリ?, Yakusoku shita futari)
- 147.  (海をナガメテ?, Umi o nagamete)
- 148.  (駄目ならゴメン?, Damenara gomen)

## Seraph of the End - Guren Ichinose: Catastrophe at Sixteen
Un manga spin-off di Yō Azami intitolato Seraph of the End - Guren Ichinose: Catastrophe at Sixteen, ispirato alla serie di light novel Owari no seraph: Ichinose Guren, 16-sai no catastrophe, è stato serializzato sulla rivista Monthly Shōnen Magazine di Kōdansha dal 6 giugno 2017 al 4 febbraio 2022. I capitoli sono stati raccolti in dodici volumi tankōbon pubblicati tra il 2 novembre 2017 e il 4 marzo 2022. In Italia la serie è stata pubblicata da Panini Comics sotto l'etichetta Planet Manga dal 23 maggio 2019 al 29 settembre 2022.
| 1  | 2 novembre 2017           | ISBN 978-4-06-392610-1 | 23 maggio 2019    |
| 1  | Capitoli - Capitoli 1-3   |                        |                   |
| 2  | 4 aprile 2018             | ISBN 978-4-06-511189-5 | 11 luglio 2019    |
| 2  | Capitoli - Capitoli 4-8   |                        |                   |
| 3  | 3 agosto 2018             | ISBN 978-4-06-512362-1 | 5 settembre 2019  |
| 3  | Capitoli - Capitoli 9-12  |                        |                   |
| 4  | 30 novembre 2018          | ISBN 978-4-06-513828-1 | 30 gennaio 2020   |
| 4  | Capitoli - Capitoli 13-16 |                        |                   |
| 5  | 2 maggio 2019             | ISBN 978-4-06-515557-8 | 28 maggio 2020    |
| 5  | Capitoli - Capitoli 17-21 |                        |                   |
| 6  | 4 settembre 2019          | ISBN 978-4-06-517099-1 | 30 luglio 2020    |
| 6  | Capitoli - Capitoli 22-25 |                        |                   |
| 7  | 4 febbraio 2020           | ISBN 978-4-06-518613-8 | 19 novembre 2020  |
| 7  | Capitoli - Capitoli 26-29 |                        |                   |
| 8  | 4 giugno 2020             | ISBN 978-4-06-520095-7 | 18 marzo 2021     |
| 8  | Capitoli - Capitoli 30-33 |                        |                   |
| 9  | 4 novembre 2020           | ISBN 978-4-06-521423-7 | 15 luglio 2021    |
| 9  | Capitoli - Capitoli 34-37 |                        |                   |
| 10 | 4 marzo 2021              | ISBN 978-4-06-522261-4 | 11 novembre 2021  |
| 10 | Capitoli - Capitoli 38-42 |                        |                   |
| 11 | 4 agosto 2021             | ISBN 978-4-06-524135-6 | 31 marzo 2022     |
| 11 | Capitoli - Capitoli 43-46 |                        |                   |
| 12 | 4 marzo 2022              | ISBN 978-4-06-526465-2 | 29 settembre 2022 |
| 12 | Capitoli - Capitoli 47-51 |                        |                   |